# Scriverò il tuo nome (singolo)
Scriverò il tuo nome è un singolo del cantautore italiano Francesco Renga, pubblicato il 2 settembre 2016 come terzo estratto dall'omonimo album in studio Scriverò il tuo nome.

## Video musicale
Il videoclip, diretto da Claudio Zagarini e Giada Job, è stato pubblicato il 20 settembre 2016 sul canale Vevo-YouTube del cantante.